# 若林顕
若林 顕（わかばやし あきら、1965年 - ）は、日本のピアニスト。所属事務所はASPEN。妻はヴァイオリニストの鈴木理恵子。桐朋学園大学特任教授、桐朋学園大学院大学特別招聘教授、国立音楽大学招聘教授。

## 経歴
東京芸術大学を経て、ザルツブルク・モーツァルテウム大学およびベルリン芸術大学大学院修了。田村宏、ハンス・ライグラフ等に師事した。
NHK交響楽団を始めとする日本のオーケストラの他、スコットランド室内管弦楽団、パドルー管弦楽団、リンブルク交響楽団、エーテボリ交響楽団、ノールショッピング交響楽団、ロシア・ナショナル管弦楽団等とも共演する。
- 1997年、フジテレビ系列で放映されたテレビドラマ「それが答えだ!」の音楽でメインテーマのピアノ演奏を務める。
- 1998年、カナダ・トロントにてMusic Toronto Chamber Music Seriesに出演。
- 2002年10月、カーネギー・ホール（ワイル・リサイタル・ホール）にてリサイタル・デビューを果たす。
- 2003年4月、シカゴのマイラヘス＝リサイタル・シリーズに出演し、翌年6月にも再び招待される。
- 2005年5月、マンチェスターの「ノーザン・カレッジ・オブ・ミュージック」にてマスタークラスを行う。ブラッハー、堀米ゆず子、スティーヴン・イッサーリス、堤剛、山崎伸子、ライスター、ルルー、バボラク、ライプツィヒ弦楽四重奏団、ウィーン八重奏団等と共演を果たす。
- 2007年、「ヴィルトゥオーゾ・プログラムによる3連続演奏会」と題したリサイタル・シリーズを東京で開催する。
- 2014年、サントリーホールにてソロ・リサイタルを開催、NHK-FM放送の「ベスト・オブ・クラシック」で放送された。
- 2015年まで、桐朋学園大学院大学教授を務める[8]。
- 2017年、コンサートイマジン[9]からASPENへ移籍[1][10]。

## 受賞歴
- 1982年、第51回日本音楽コンクール ピアノ部門第2位
- 1985年、第37回ブゾーニ国際ピアノコンクール第2位
- 1987年、エリザベート王妃国際音楽コンクール第2位
- 1992年、出光音楽賞
- 1998年、モービル音楽賞奨励賞
- 2004年、ホテルオークラ賞

## ディスコグラフィ
- 『ベートーヴェン／リスト編：交響曲第9番「合唱」』 オクタヴィアレコード 2008年[11]
- 『ブラームス：ヴァイオリンソナタ全集』 キングインターナショナル 2013年[12]
- 『ラフマニノフ：ピアノ・ソナタ第2番(原典版)』 オクタヴィアレコード 2013年[13]
- 『ベートーヴェン：ピアノ・ソナタ「悲愴」、「月光」、「熱情」、他』 オクタヴィアレコード 2014年[14]
- 『シューベルティアーナ』 オクタヴィアレコード 2014年
- 『チャイコフスキー：くるみ割り人形　全曲　ピアノ独奏版』 オクタヴィアレコード 2014年
- 『リスト：ピアノ作品集』 オクタヴィアレコード 2015年
- 『モーツァルト：ヴァイオリン・ソナタ集Vol.1』 オクタヴィアレコード 2015年